# Callarge occidentalis
Callarge occidentalis är en fjärilsart som beskrevs av John Henry Leech 1892/94. Callarge occidentalis ingår i släktet Callarge och familjen praktfjärilar. Inga underarter finns listade i Catalogue of Life.